# CAバンフィエルド
クルブ・アトレティコ・バンフィエルド（スペイン語: Club Atlético Banfield）は、アルゼンチン・ブエノスアイレス州の都市バンフィエルドを本拠地とするスポーツクラブである。1896年1月21日、イギリス系住民によって創立された。サッカークラブが有名だが、ホッケー、体操、武道、ローラースケート、テニス、バレーボールの競技チームも抱えている。
アルゼンチンでもっとも歴史のあるサッカークラブのひとつである。プリメーラ・ディビシオン（1部）に所属している。2009アペルトゥーラでは、プロリーグ化後初のプリメーラ・ディビシオン（1部）優勝を果たした。1951年と2005年の2度、プリメーラ・ディビシオンで2位となっている。

## 歴史

### 起源と設立
バンフィエルドという町や鉄道駅の名前は、グラン・フェロカリル・スル鉄道会社のエドワード・バンフィールド社長（イギリス人）のスペイン語読みに由来する。1880年代半ば、ブエノスアイレス市街から南に14マイル（約20km）の距離にあるバンフィエルドには多くのイギリス出身移民家族が住みついていた。彼らはイギリス式の住宅に住んでビクトリア朝の社会力学を好み、この地域にはっきりとしたイギリス的な側面を与えていた。1896年1月21日、バンフィエルド在住の専門家集団とイギリス人商人たちがCAバンフィエルドの設立を決定した。創設メンバーのリーダーはダニエル・キングズランドとジョージ・バートンであり、設立メンバーの多くはイングランド系だったが、スコットランド系やアイルランド系もいた。キングズランドはイギリスで家畜の輸出業者や会計士として働いており、バートンはイギリスのケンブリッジ大学の卒業生であった。バンフィエルド駅から2ブロック北、鉄道の線路が隣接する土のグラウンドを使用して試合を行った。

### アマチュアリーグ時代
キングズランドが会長を務めた時代、クラブの中心的なスポーツはクリケットであり、サッカーは地味な位置づけに追いやられていた。1897年から1898年にかけてのサッカーチームは低調な成績に終わり、フローレスAC戦 (0-10) など大敗も経験して最下位に沈んだ。しかし、1899年に熱狂的なサッカー愛好家のアルフレード・グードが会長に就任し、このような状況に終止符が打たれた。同年には初めてセグンダ・ディビシオン（2部）でプレーし、エスパニョール高校のチームを上回ってリーグ優勝した。現在もアルゼンチンサッカー協会 (AFA) に管轄されるクラブとしては、唯一バンフィエルドのみが19世紀に公式タイトル獲得経験を持つ。センターハーフでありキャプテンを務めたハメス・ドッズ・ワトソンはブエノスアイレス生まれのアルゼンチン人だったが、彼以外の選手は皆イギリス生まれの選手だった。リーグ優勝はしたものの昇格することはできず、1900年もセグンダ・ディビシオンで戦い、無敗で優勝を果たした。ストライカーのエドワード・ポッター、ドリブルの名手チャールズ・ダグラス・モファット、キャプテンのドッズ、キーパーであり会長も兼任したグードなどが主力選手だった。これらの成功の後、1904年12月までにクラブの衰退が始まり、破産して資産整理を行なった上で再編成された。創設メンバーのひとりであるバートンも真のサッカー好きであり、死去する1928年まで会長を務めた。1908年には3部リーグで優勝した。1910年12月、ウィリアム・ピーターソン、ロジャー・ジャコベッリ、アマドール・ガルシア、カルロス・ジョベラス、ガルプ・ラヌース、バーソロミューなどが所属していたバンフィエルドは、ラシン・クラブと2レグ制の昇格プレーオフを戦った。ファーストレグは0-0の引き分けに終わり、セカンドレグのロスタイムに得点したラシン・クラブが昇格の切符をつかんだ。1912年、キャプテンのアドルフォ・ペジェンスの導きにより、バンフィエルドは3部リーグ優勝とディビシオン・インテルメディア（1911年にセグンダ・ディビシオンから名称変更、2部）復帰を果たした。しかし、アルゼンチンサッカー界ではリーグ再編が行なわれ、バンフィエルドはディビシオン・インテルメディアを経ずにトップリーグ昇格が決まった。1913年と1914年のリーグ戦では好結果を残したが、第一次世界大戦が勃発し、イギリスにルーツを持つ多くのクラブの多くの選手がイギリス軍の兵士としてヨーロッパの戦場に出征した。1919年、最終戦でデル・プラタ（現存せず）を破ってプリメーラ・ディビシオンに返り咲いた。昇格組にもかかわらず、1920年にはボカ・ジュニアーズに次ぐ2位となり、1921年のコパ・デ・オノールではボカを2-1で破って優勝した。バートンは温情主義的な方針で20年以上も会長職にあり、アマチュア精神を大切にしてクラブを熱烈に支援した。1928年の彼の死はクラブを空虚な状態にし、10年間も組織的な危機に陥った。

### プロリーグ化後

#### 1930年代と1940年代

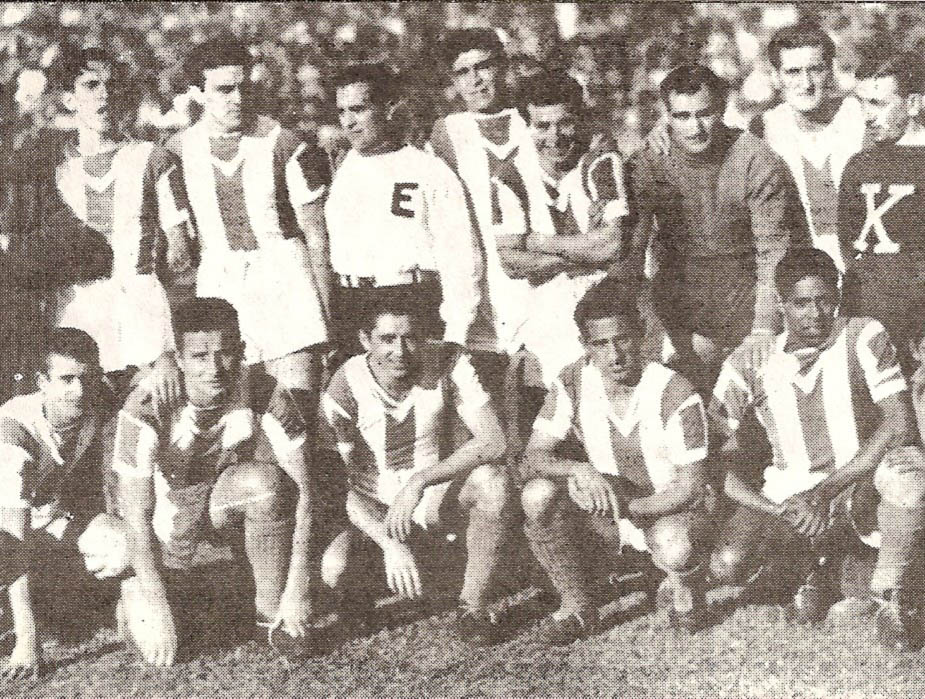
プリメーラB・メトロポリターナ（当時2部）で優勝した1946年のチーム

1931年、アルゼンチンの主要クラブが主導してリーグのプロ化が行なわれた。バンフィエルドはプリメーラ・ディビシオン（1部）への参加を依頼されたが、経営陣はプロリーグが短期間で失敗に終わると予想し、新たに発足したプロリーグではなくアマチュアリーグへの参加を続けた。しかし、バンフィエルドの選手たちはプリメーラ・ディビシオンの他クラブからのオファーを受け、次々とクラブを離れていった。戦力をそがれたバンフィエルドは1934年までアマチュアリーグに参加したが、1935年、バンフィエルドはアルゼンチンサッカー協会 (AFA) に加盟し、セグンダ・ディビシオン（1933年に再び名称変更、2部）に登録してプロ化の流れに加わった。しかし無残な成績で1試合平均の観客数は300人に満たず、1938年シーズンには最下位でのセグンダ・ディビシオン降格となった。1938年末には危機的状況にあったが、若手事業家のフロレンシオ・ソラが会長職を引き継ぐと、セグンダ・ディビシオンに所属していたCEポルテーニョがリーグを脱退したこともあり、3部リーグ降格は避けられた。1939年シーズンに向けて、プリメーラ・ディビシオンのクラブでレギュラー外となっていた選手を中心に、レンタル移籍で多くの選手を獲得した。1940年シーズンはそれまでとは完全に別のチームとなり、ラファエル・サンス、エドゥアルド・シルベーラ、ジョン・バプティスト・ブスーソ、アルフレード・デ・テラン、アルマンド・ファーロなどの選手で構成された。エル・パンペーロ紙はバンフィエルドにエル・タラドロ（ドリル）というニックネームを付け、これはクラブの公式なニックネームとなった。1940年にホームスタジアムが建設され、やがてエスタディオ・フロレンシオ・ソラと名付けられた。CAインデペンディエンテとの間で落成記念試合が行なわれたが、アルセニオ・エリコに決勝点を決められて0-1で敗れた。
1941年シーズンには贈賄行為を企てたとして勝ち点16の減点処分を受けたが、最終節にCAロサリオ・セントラルを破って降格を回避した。1942年シーズンと1943年シーズン後には下部組織で問題が発生し、1944年にセグンダ・ディビシオン降格となった。1945年にはジョセフ・アグーリャが会長に就任して良い成績を残したが、組織上の危機に見舞われ、フロレンシオの兄弟のレミヒオ・ソラが会長に就任した。1946年シーズンは着実に勝利を積み重ね、リーグ記録の勝ち点を挙げてセグンダ・ディビシオンで優勝した。1948年にはフロレンシオが再び会長に就任し、チーム強化のために多くの選手が加入したが、セグンダ・ディビシオン降格すれすれのシーズンを送った。シーズン最後の5試合では全クラブでプロ契約の選手たちが試合不出場のストライキを宣言し、それぞれのクラブはユース契約の選手をピッチに並べた。このストライキ騒動の際にはレナート・セサリーニが監督を務め、獲得可能な勝ち点10のうち9を奪ってプリメーラ・ディビシオン残留を果たした。

#### 1950年代と1960年代
1951年シーズンにはフェリクス・ホセ・イルデフォンソ・マルティネスとフェリクス・スルドが共同監督を務め、ラシン・クラブと同勝ち点の1位でシーズンを終えた。得失点差と勝利数ではバンフィエルドが勝っていたが、CAサン・ロレンソ・デ・アルマグロのスタジアムで2試合のプレーオフが行われた。ファーストレグはスコアレスドローに終わり、セカンドレグは最少得点差で敗れた。1952年シーズンもほとんど同じ選手たちで5位となった。1953年にはボカ・ジュニアーズからエリシャ・モウリーニョが加入してキープレーヤーとなり、チームに影響を与えた。翌年は最下位に終わり、プリメーラ・ディビシオンB（1949年に名称変更、2部）降格となった。1955年、1947年から7年間会長を務めたフロレンシオ・ソラが退任し、クラブの歴史上初の会長選挙が開催された。この時期は下部リーグに在籍し、ルイス・スアレス・リャノス・オスカル・カリクスやエセキエルなどのリーグ得点王が生まれた。1958年後半にはバレンティン・スアレスが会長に就任し、1959年シーズンのためにプリメーラ・ディビシオンのクラブから主にベテラン選手をかき集めたが、「スター・チーム」は第一目標のプリメーラ・ディビシオン昇格を逃した。1960年代初頭、ベニシオ・アコスタ監督だけでなくV・スアレス会長にも導かれたチームは、成功への道程を歩み始めた。エディベルト・リギ、ノルベルト・ラッフォ、オスカル・ロペス、ルイス・マイダナ、ロベルト・サラテなどの実力者が加入し、アドルフォ・バスケス、オスカル・リャノス、エセキエル・カリクスなどの地元出身者で増補されたチームは、1960年に3位、1961年に2位、1962年に1位となり、プリメーラ・ディビシオン昇格を果たした。
1963年以降は、1973年シーズンを除いて16シーズン連続でプリメーラ・ディビシオンに在籍した。最初の4年間では、1963年シーズンと1964年シーズンには7位となった。また、緩やかな歩みではあったが、クラブ環境は改善されていった。この時期にはフリオ・サン・ロレンソ、アナクレート・ペアンノ・ディエゴ・バイ、ネルソン・ロペス、ルベン・ウーゴ、ホセ・サンフィリッポなどの選手が在籍した。1960年代後半のチームにはホルヘ・カラスコーサ、ルベン・フロッタ、ホセ・マヌエル・ラモス・デルガドなどの実力者がいたが、1967年を境にチーム力が衰え始めた。1969年にはプリメーラ・ディビシオンB降格を回避したが、1972年には降格を避けられなかった。

#### 1970年代と1980年代
1973年、オスカル・ロペス監督とオスカル・カバリェロ監督の下でプリメーラ・ディビシオンB優勝を果たした。この時のバンフィエルドはリカルド・ラ・ボルペ、ウーゴ・マテオス、シルビオ・ソテーロ、エドゥアルド・タベルナ、フアン・アルベルト・タベルナなどが主力選手だった。プリメーラ・ディビシオン在籍期間中では、アドルフォ・ペデルネーラ監督が指揮したナシオナル1976で最高の成績を残した。しかし、1977年と1978年は低調な成績に終わり、CAプラテンセに敗れてプリメーラ・ディビシオンB降格となった。1985年、ミゲル・アンヘル・カッパ監督が就任してチームの骨組みを作りなおし、2年後の1987年にプリメーラ・ディビシオン昇格を決めた。

#### 1990年代
1990年代前半は良い成績を残せず、降格圏内に位置することもあった。しかし、1990-91シーズンだけは例外であり、プリメーラ・ディビシオン（1部）昇格プレーオフの決勝に進出したが、決勝で敗れて昇格はならなかった。1991年にV・スアレスが再び会長に就任すると、カルロス・バビングトン監督を招聘し、かつてCAリーベル・プレートでプレーしたGKガブリエル・プエンテドゥーラや、1980年代にボカでプレーしたガブリエル・スタフーサなどのような経験豊かな選手を何人か獲得した。下部組織からはハビエル・サンギネッティやホルヘ・ヒメネスなどがトップチームに昇格してベテランと融合した。この後サンギネッティはバンフィエルドで450試合以上に出場し、クラブ歴代最多出場記録を樹立している。1992-93シーズンにはプリメーラB・ナシオナル（1986年に新設、現2部）で優勝し、決勝でCAコロンを破ってプリメーラ・ディビシオン昇格を果たした。プリメーラ・ディビシオンではO・ロペス監督やO・カバリェロ監督が采配を振るい、かつてフェロ・カリル・オエステでプレーしたオスカル・アコスタや、経験豊富なGKアンヘル・コミッソなどが加わってチームを刷新した。若手のハビエル・サネッティも加わり、プリメーラ・ディビシオンでの最初の数年間は良好な成績を残した。しかし、成功を継続することはできず、1997年にはついにプリメーラB・ナシオナル降格となった。同年にはパトリシオ・エルナンデス監督が就任したが、彼の指揮下では成功を収められなかった。1998年には、フロレンシオ・ソラ会長の息子であるオラセ・ソラなどを破った実業家のカルロス・ポルテルが新会長に就任した。クラブは危機的状況にあることが報じられ、ポルテル会長は負債の削減が当面の最大の目的であると発表した。

#### 2000年代
プリメーラ・ディビシオンに在籍した期間は、プレーメーカーのホセ・ルイス・サンチェスがサポーターのアイドルであり、バンフィエルドで最も名の知られた選手だった。アペルトゥーラ2002ではリーベルを5-1で破る歴史的な勝利を挙げたが、プリメーラ・ディビシオンでの最初の数年間はたびたび降格圏に低迷した。この期間はウルグアイ人のルイス・ガリストが監督を務めた。アペルトゥーラ2003の序盤戦でガリスト監督が退任してフリオ・セサル・ファルシオーニ監督が就任すると、ファルシオーニ監督の下でクラブ史上初の南米カップ戦出場を果たし、2004年のコパ・スダメリカーナと2005年のコパ・リベルタドーレスではベスト8となった。国内に目を向けると、クラウスーラ2005では5位となった。コパ・スダメリカーナには2004年から3年連続で出場し、また2007年にはコパ・リベルタドーレスにも出場した。このように何度も南米カップ戦に出場したが、国内リーグの成績は芳しくなく、ライバルのCAラヌースに0-5で大敗したこともあった。アペルトゥーラ2008からの2年間は、1978 FIFAワールドカップで世界王者となったホルヘ・ブルチャガ監督が指揮を執った。しかし、ブルチャガ監督は結果を残せず、ファルシオーニが再び監督に就任した。

##### 初のリーグ優勝
ファルシオーニ監督は2009クラウスーラでまずまずの成績を残し、留任させるかどうかクラブ内部で議論が行なわれた。この時期のレギュラーはクリスティアン・ルッチェッティ、フリオ・バラサ、セバスティアン・メンデス、ビクトル・ロペス、マルセロ・ブスタマンテ、マクシミリアーノ・ブストス、ワルテル・エルビティ、マルセロ・キンテロス、ハメス・ロドリゲス、セバスティアン・フェルナンデス、サンティアゴ・シルバであった。アペルトゥーラ2010では開幕戦からの3戦（CAベレス・サルスフィエルド戦、ニューウェルズ・オールドボーイズ戦、CAロサリオ・セントラル戦）で勝ち点1に終わったが、バンフィエルドは徐々に団結力を増し、ニューウェルズと優勝を争う順位に浮上した。バンフィエルドがニューウェルズを勝ち点2リードして最終節を迎え、2009年12月13日に行われた最終節ではボカを2-0で下した。優勝を争っていたニューウェルズがサン・ロレンソに敗れたため、バンフィエルドのリーグ優勝が決定した。アマチュアリーグ時代には1度の優勝経験があるが、プロリーグ化後では初の優勝となった。

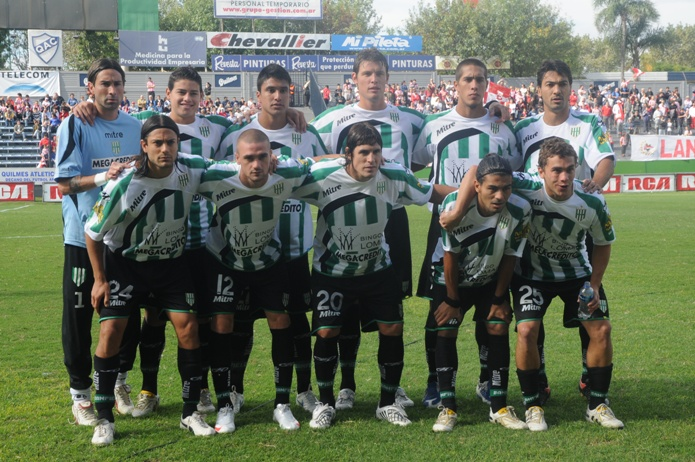

#### 2010年代
2011-12シーズンはアペルトゥーラでもクラウスーラでも最下位となり、２シーズン前（2009-10シーズン、リーグ最多の76点）の1/3以下となる勝ち点（リーグ最少の22点）しか挙げられなかった。3シーズンの１試合平均勝ち点率で18位となり、17位のサン・ロレンソ（昇降格プレーオフ出場）に勝ち点1及ばずに自動降格となった。クラウスーラ2012最終節のコロン戦後、サポーターグループはカルロス・ポルテル会長の辞任を要求した。
2004年のコパ・スダメリカーナでは、アルゼンチン国内予選でアルセナルFCに敗れた。2005年のコパ・リベルタドーレスでは、グループリーグでUANLティグレス（メキシコ）、アリアンサ・リマ（ペルー）、カラカスFC（ベネズエラ）と同組となった。3勝2分1敗の成績で勝ち点11を獲得し、UANLに次ぐ2位で決勝トーナメント進出を決めた。ラウンド16ではインデペンディエンテ・メデジン（コロンビア）を2試合合計5-0の大差で破ったが、準々決勝ではリーベルとの同国対決に2試合合計3-4で敗れ、ベスト8であった。2005年のコパ・スダメリカーナでは、アルゼンチン国内予選でエストゥディアンテス・デ・ラ・プラタを破ったが、決勝トーナメント1回戦でフルミネンセFC（ブラジル）に敗れた。2006年のコパ・スダメリカーナでは、アルゼンチン国内予選でサン・ロレンソに敗れた。2007年のコパ・リベルタドーレスでは、グループリーグでクラブ・リベルタ（パラグアイ）、クラブ・アメリカ（メキシコ）、CDエル・ナシオナル（エクアドル）と同組となった。6試合を3勝3敗の成績で勝ち点9を獲得したが、リベルタ（勝ち点13）、アメリカ（勝ち点12）に次ぐ3位に終わり、グループリーグ敗退となった。2010年のコパ・リベルタドーレスでは、グループリーグでナシオナル・モンテビデオ（ウルグアイ）、モナルカス・モレリア（メキシコ）、デポルティーボ・クエンカ（エクアドル）と同組となった。3勝2分1敗の成績で勝ち点11を獲得し、ナシオナルに次ぐ2位で決勝トーナメント進出を決めた。ラウンド16ではSCインテルナシオナル（ブラジル）と2試合合計3-3の同点だったが、アウェーゴール数で下回って敗退が決定した。2010年のコパ・スダメリカーナでは、セカンドステージでCAベレス・サルスフィエルドを破ったが、決勝トーナメント1回戦でデポルテス・トリマ（コロンビア）に敗れた。

## 文化

### ユニフォーム
ユニフォームの緑色は、クラブ創設にアイルランド系住民が多く関わっていたことに由来する。その後、ラガーシャツのように緑色と白色の横縞となったが、しばらくして縦縞になり現在のデザインになった。

### ニックネーム
愛称のエル・タラドロ（El Taladro）はドリルの意味。1940年のリーグ戦で、リーグ2連覇中だったインデペンディエンテ相手に金星を挙げた時、バンフィエルドのフォワードが相手チームのディフェンスを破る様子を、エル・パンペーロ紙が「バンフィエルドはライバルに穴を開けた」と表現したことに由来する。

### サポーター
アルゼンチンのクラブの大多数と同様に、バンフィエルドのサポーター数は増え続けているが、これはフーリガンの存在によるものである。歴史的にフーリガンはいくつかの派閥に分かれており、ロマ・イ・リンチ、ビリャ・ベンケス（バンフィエルド地区に拠点）、ベルグラニート（スタジアム周辺部に拠点）、フロレンシオ・バレーラなどがある。ウェスト・バンフィエルドはサンタ・マリアや他の近隣地区（シトラ、フェロビアリオス、ビリャ・ニーサ、センテナリオ）で大きな影響力を誇り、最も大きな存在感と影響力を持つ団体のひとつにラ・バンダ・デ・ビリャ・ニーサがある。熱狂的なサポーター組織にはラ・バンダ・デル・スールがある。トルクアト・ディ・テーリャ大学の経済学者（クラウス・ビットネルとホセ・サラクトとエルネスト・スチャルグロドスキ）によって行なわれた研究によると、クラブ状態が悪化しても観客動員数は増加しており、この点でバンフィエルドはアルゼンチンで最も忠誠心のあるサポーターを抱えるクラブのひとつであるとしている。

### ライバル
バンフィエルドの最大のライバルは、バンフィエルド市のすぐ北のラヌース市に本拠地を置くCAラヌースである。両都市はブエノスアイレス市の都心から真南に約20kmの距離に位置しており、この対戦はクラシコ・デル・スール（南のクラシコ）と呼ばれている。

## スタジアム

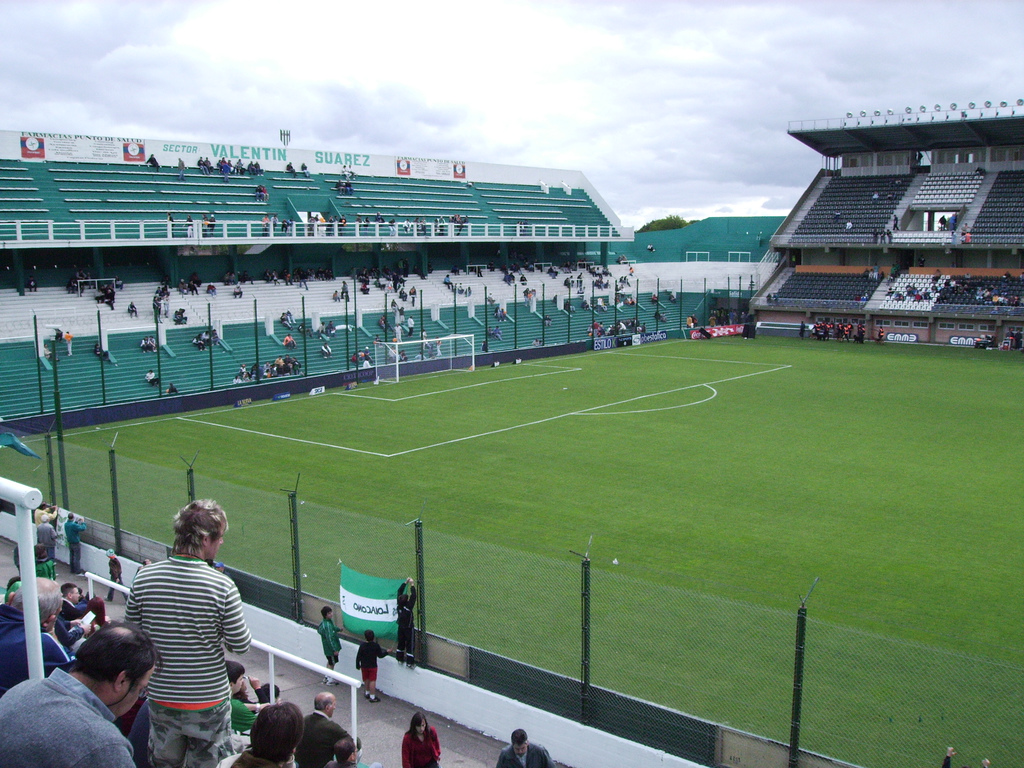
エスタディオ・フロレンシオ・ソラ

エスタディオ・フロレンシオ・ソラは1940年に建設され、「ドン・レンチョ」と呼ばれてクラブに黄金期をもたらしたフロレンシオ・ソラ元会長に因んで名づけられた。スタジアムはグラナデロス通りとアレナレス通りの角に位置しており、37,245人を収容する。ビッグクラブのいくつかよりも早く、中堅クラブの中では最も早くコンクリート造のスタジアムを建設したため、このスタジアムはランクの高いスタジアムであるとされている。CAインデペンディエンテとの間で落成記念試合が開催され、アルセニオ・エリコの得点でインデペンディエンテが1-0で勝利した。1950年から1953年には39戦無敗の記録を作った。近年にはテレビ局とラジオ局用のブースが設置され、2011年にはスタジアムの拡張計画が開始された。表彰台の上に2階席を建設し、アウェーサポーターに割り当てる。また、弓状の部分には放送席が設置される。これによって、スタジアムの収容人数は45,326人まで増える予定である。
クラブハウスはベルガラ1635に所在する。クラブハウスでは様々な競技の選手たちがそれぞれの活動を行うとともに、クラブの役員会議なども行われる。クラブハウスではバレーボール、フットサル、スケート、チェス、少年サッカー、体操競技、テコンドーなどのスポーツが行われ、トレーニングジムやサポーターが集うために一般市民に開かれた部屋がある。

## 記録

### 最大得点差勝利
| ディビジョン                  | スコア | 対戦相手                   | 年月日        |
| ----------------------------- | ------ | -------------------------- | ------------- |
| プリメーラ・ディビシオン      | 13-1   | プエルト・コメルシアル     | 1974年10月6日 |
| プリメーラB・ナシオナル       | 10-2   | ウニオン・デ・サン・フアン | 1987年        |
| プリメーラB・メトロポリターナ | 8-0    | CAオール・ボーイズ         | 1962年        |
| 国際大会                      | 4-1    | エル・ナシオナル           | 2007年2月27日 |

### 最大得点差敗北
| ディビジョン                  | スコア | 対戦相手                             | 年月日       |
| ----------------------------- | ------ | ------------------------------------ | ------------ |
| プリメーラ・ディビシオン      | 1-8    | エストゥディアンテス・デ・ラ・プラタ | 1947年6月1日 |
| プリメーラB・メトロポリターナ | 0-6    | アルヘンティーノ・デ・ロサリオ       | 1945年       |
| 国際大会                      | 0-4    | クラブ・アメリカ                     | 2007年3月7日 |

### 国際カップ戦の戦績
| シーズン | 大会                   | 成績               | 敗北相手           |
| -------- | ---------------------- | ------------------ | ------------------ |
| 2004     | コパ・スダメリカーナ   | 予選敗退           | アルセナル         |
| 2005     | コパ・リベルタドーレス | ベスト8            | リーベル・プレート |
| 2005     | コパ・スダメリカーナ   | ベスト16           | フルミネンセ       |
| 2006     | コパ・スダメリカーナ   | 予選敗退           | サン・ロレンソ     |
| 2007     | コパ・リベルタドーレス | グループリーグ敗退 | -                  |
| 2010     | コパ・リベルタドーレス | ベスト16           | インテルナシオナル |
| 2010     | コパ・スダメリカーナ   | ベスト16           | デポルテス・トリマ |

## 傘下クラブ
| 州                             | クラブ名                                   | リーグ                                       |
| ------------------------------ | ------------------------------------------ | -------------------------------------------- |
| チャコ州                       | ADバンフィエルド                           | リーガ・サエスペニェンセ・デ・フトボル       |
| エントレ・リオス州             | クルブ・バンフィエルド                     | リーガ・ビクトリエンセ・デ・フトボル         |
| エントレ・リオス州             | CAバンフィエルド                           | リーガ・パラナエンセ・デ・フトボル           |
| ブエノスアイレス               | CAバンフィエルド                           | リーガ・デポルティーバ・サンペドリーナ       |
| ブエノスアイレス               | CAバンフィエルド・デ・マル・デル・プラタ   | リーガ・マルプラテンセ・デ・フトボル         |
| コルドバ州                     | CDバンフィエルド                           | アソシアシオン・コルドベーサ・デ・フトボル   |
| コルドバ州                     | CAバンフィエルド                           | リーガ・デ・フトボル・デ・アルタ・グラシ     |
| フォルモサ州                   | CAバンフィエルド                           | リーガ・フォルモセーニャ・デ・フトボル       |
| メンドーサ州                   | CDバンフィエルド                           | リーガ・サンカルリーナ・デ・フトボル         |
| サンフアン州                   | CSバンフィエルド                           | リーガ・ベインティシンケーニャ・デ・フトボル |
| サンタフェ州                   | CADバンフィエルド                          | リーガ・カシルデンセ・デ・フトボル           |
| サンティアゴ・デル・エステロ州 | CAバンフィエルド                           |                                              |
| ラ・パンパ州                   | ペーニャ・バンフィェーニャ・デ・カステクス | -                                            |

## タイトル

### 国内タイトル
- スーペルリーガ (1部) : 1回
  - 2009-10A

- プリメーラB・ナシオナル (現2部相当、1986年創設) : 2回
  - 1992-93, 2000-01

- プリメーラB・メトロポリターナ (現3部相当、1985年以前は2部) : 7回
  - 1899, 1900, 1919, 1939, 1946, 1962, 1973

- プリメーラC・メトロポリターナ (現4部相当) : 2回
  - 1908, 1912

- コパ・デ・オノール・ムニシパリダ・デ・ブエノスアイレス : 1回
  - 1920

## ユニフォーム
ユニフォームの変遷
|           |
| 1896-1902 |

|         |
| 1903-04 |

|       |
| 1904- |

## 現所属メンバー
2022年4月6日現在
注：選手の国籍表記はFIFAの定めた代表資格ルールに基づく。
| No. | Pos. |              | 選手名                     |
| --- | ---- | ------------ | -------------------------- |
| 2   | DF   | アルゼンチン | アレクシス・マルドナード   |
| 3   | DF   | アルゼンチン | フランコ・キンテロス       |
| 4   | MF   | アルゼンチン | マティアス・ロメロ         |
| 6   | DF   | アルゼンチン | ルシアーノ・ロージョ       |
| 7   | FW   | コロンビア   | マウリシオ・クエロ         |
| 9   | FW   | アルゼンチン | フアン・マヌエル・クルス   |
| 10  | MF   | アルゼンチン | ヘスス・ダトロ             |
| 11  | MF   | アルゼンチン | アグスティン・ウルシ       |
| 12  | GK   | アルゼンチン | ファクンド・サンギネッティ |
| 13  | DF   | スイス       | ディラン・ジッシ           |
| 14  | FW   | アルゼンチン | ヘレミアス・ペラレス       |
| 15  | MF   | アルゼンチン | ラウタロ・リオス           |
| 16  | MF   | アルゼンチン | アレハンドロ・カブレラ     |
| 17  | MF   | アルゼンチン | イアン・エスコバル         |
| 18  | FW   | アルゼンチン | ラミロ・エンリケ           |

| No. | Pos. |              | 選手名                     |
| --- | ---- | ------------ | -------------------------- |
| 20  | FW   | アルゼンチン | ダリオ・ツヴィタニッチ     |
| 21  | GK   | アルゼンチン | ファクンド・カンベセス     |
| 22  | MF   | アルゼンチン | フアン・アルバレス         |
| 23  | FW   | パラグアイ   | エリック・ロペス           |
| 24  | MF   | アルゼンチン | フリアン・パラシオス       |
| 25  | GK   | アルゼンチン | エンリケ・ボローニャ       |
| 26  | DF   | アルゼンチン | グレゴリオ・タンコ         |
| 27  | FW   | アルゼンチン | マキシミリアーノ・クアドラ |
| 28  | MF   | アルゼンチン | マティアス・ゴンサレス     |
| 29  | DF   | アルゼンチン | ルシアーノ・アベカシス     |
| 30  | MF   | アルゼンチン | フアン・アンドラーダ       |
| 31  | FW   | アルゼンチン | フリアン・エセイサ         |
| 32  | DF   | アルゼンチン | エマヌエル・コロネル       |
| 35  | DF   | アルゼンチン | アベル・アマジャ           |
| 44  | FW   | アルゼンチン | アレハンドロ・マシエル     |

- 監督  クラウディオ・ビバス

## 歴代会長
- 1910 J・L・ハワード
- 1911 L・J・ティエセン
- 1912 ギリェルモ・コー
- 1913-1928 G・J・W・バートン (注2)
- 1928-1930 フェリクス・ソラ
- 1930-1932 ラファエル・デ・セタ
- 1933 アメリコ・ピサーノ
- 1934 ラファエル・デ・セタ
- 1935 フランシスコ・ベントゥーラ
- 1936 ヘラルド・マルティネス・アバル
- 1937 アメリコ・ピサーノ
- 1938-1944 フロレンシオ・ソラ
- 1945-1946 レミヒオ・ソラ
- 1947-1954 フロレンシオ・ソラ
- 1955 アントニオ・ベニート・フェランティ (注1)
- 1956 エンリケ・ベルトラン・シーモ
- 1957-1959 アルフレード・ゴメス (注1)
- 1960-1962 バレンティン・スアレス
- 1963-1965 フアン・カルロス・フォンテーラ
- 1966-1968 バレンティン・スアレス

- 1969 フアン・カルロス・フォンテーラ
- 1970-1971 カルロス・イスマエル・ソレール
- 1972-1974 バレンティン・スアレス
- 1975-1977 オスバルド・ファーニ
- 1978-1979 マヌエル・サルガド
- 1980 アニセート・ロドリゴ (注1)
- 1980 フアン・カルロス・モリ
- 1981-1983 ネストル・エドガルド・ビリャール
- 1984-1985 バレンティン・スアレス (注1)
- 1985 ミゲル・M・アルベルディ
- 1986 アティリオ・ペティナティ (注1)
- 1986-1987 フェルナンド・オスカル・トマス (注1)
- 1987-1989 ラウール・アルフォンソ・ムニス
- 1989-1991 フリオ・セサル・グリゲラ
- 1991-1993 バレンティン・スアレス
- 1993-1995 カルロス・フォンテーラ (注1)
- 1995-1996 ラウール・アルフォンソ・ムニス (注1)
- 1996-1998 アティリオ・ペティナティ
- 1998-2012 カルロス・ポルテル (注1)
- 2012 マルコス・アクーニャ (注1)[8]

- (注1) 辞任した会長。アルフレード・ゴメスは委任なしに退任し、マルコス・アクーニャは死の脅迫を受けて辞任した。
- (注2) G・J・W・バートンは1928年6月29日に死去した。

## 歴代監督
- エミリオ・バルドネード ?
- レナト・セサリーニ ?
- ルイス・ガリスト ?
- アドルフォ・ペデルネラ ?
- ロベルト・テルチ ?
- ダン・ヘオルヒアディス 1950s
- オスカール・ロペス 1960-1965
- ノルベルト・ラッフォ 1977
- ミゲル・アンヘル・カッパ 1985-1986
- ミゲル・アンヘル・カッパ 1987-1988

- フリオ・セサル・ファルシオーニ 2003-2005
- パブロ・サンチェス 2007
- フアン・マヌエル・ジョップ 2007-2008
- ホルヘ・ブルチャガ 2008-2009
- フリオ・セサル・ファルシオーニ 2009-2010
- セバスティアン・メンデス 2011
- エドゥアルド・アセベド 2012
- ホルヘ・ダ・シルバ 2012
- ダニエル・ガルネーロ 2012-2013
- マティアス・アルメイダ 2013-2015

## 歴代所属選手

### GK
- クリスティアン・ルッチェッティ 1996-2002, 2005-2010
- マリアーノ・バルボサ 2002-2005

### DF
- ハビエル・サネッティ 1993-1995
- ネストル・ガブリエル・ロレンソ 1994-1995
- セルヒオ・バスケス 1996
- フリオ・バラサ 2001-2011

- ホルヘ・ヌニェス 2003-2004
- ガブリエル・パレッタ 2004-2006
- ホセ・デバカ 2007-2011

### MF
- ギド・ビルギリオ・アルバレンガ 1995-1996
- / マウロ・カモラネージ 1997-1998
- ダニエル・ビロス 2001-2005
- / イバン・モレノ・イ・ファビアネシ 2002-2003
- ヘスス・ダトロ 2002-2006

- クリスティアン・マイダナ 2006-2007
- ワルテル・エルビティ 2008-2010
- マクシミリアーノ・ブストス 2008-2011
- ニコラス・ベルトロ 2008-2009
- ハメス・ロドリゲス 2008-2010

### FW
- エルネスト・アルバレス 1948-1956
- フリオ・クルス 1993-1996
- ロドリゴ・パラシオ 2003-2004
- ブストス・アリエル・モントージャ 2003-2004

- ダリオ・ツヴィタニッチ 2003-2008
- ホセ・サンド 2005-2006
- セバスティアン・フェルナンデス 2008-2010